# 晋昌县 (唐朝)
晋昌县，中国古县名。
唐朝武德四年（621年）改常乐县置，治所在今甘肃省瓜州县东南。为瓜州治。大历十一年（776年）地入吐蕃。大中时为张议潮所取。五代后属甘州回鹘、西夏，县遂废。 